# Ján Zeman (politik KSČ)
Ján Zeman (22. června 1909 New York – 29. července 1993 Bratislava) byl slovenský a československý odbojář, účastník Slovenského národního povstání, důstojník ČSLA, politik Komunistické strany Slovenska a poúnorový poslanec Národního shromáždění ČSR.

## Biografie
Roku 1928 absolvoval učitelský ústav v Banské Bystrici. Působil pak na různých místech jako učitel. Za druhé světové války se podílel na odboji. Byl účastníkem Slovenského národního povstání. Po válce byl tajemníkem MNV v Nové Bani a pracoval ve státní správě v resortech školství a kultury. Stal se důstojníkem ČSLA a byl náčelníkem Hlavní politické správy ČSLA. Dosáhl hodnosti generálporučíka, ale pak byl přeřazen do zálohy. Později byl rehabilitován. Pracoval v Slovenském národním muzeu v Bratislavě. Publikoval články s tematikou Slovenského národního povstání. Byl nositelem vysokých státních vyznamenání.
Zastával četné stranické funkce. V letech 1950-1956 se uvádí jako náhradník (kandidát) a člen Ústředního výboru Komunistické strany Slovenska. Na celostátní konferenci KSČ v prosinci 1952 byl zvolen za kandidáta Ústředního výboru Komunistické strany Československa. X. sjezd KSČ ho zvolil členem ÚV KSČ.
K roku 1954 se profesně uvádí jako generálporučík a náčelník hlavní politické správy ČSLA. Ve volbách roku 1954 byl zvolen za KSS do Národního shromáždění ve volebním obvodu Bratislava II. V parlamentu setrval do února 1960, kdy rezignoval.